# ミリオンジョー
『ミリオンジョー』は、原作：十口了至、作画：市丸いろはによる日本の漫画。『モーニング』（講談社）にて、2013年13号から2014年13号まで連載された。漫画「ミリオンジョー」の作者が連載中に死亡したことにより、漫画家が残した創作ノートを頼りに編集者と作画チーフアシスタントが連載の継続を試みるさまを描く。
2019年10月10日から12月26日までテレビ東京系「ドラマパラビ」でテレビドラマ化された。

## あらすじ
千道社『週刊少年グローリー』編集者である呉井総市は、少年漫画の金字塔である『ミリオンジョー』の作者である真加田恒夫の担当となったが、たまたま担当になっただけで、作品に対しては愛情もなく、やる気もまるで感じられないという編集者としては二流以下と言われても仕方のないほどのだらしない人間であった。しかもその真加田というのが極度の人間嫌いで、面と向かって会えるのは編集者の呉井と作画チーフアシスタントの寺師良太であった。そんなある日、真加田から「心臓が痛い」という電話がかかってくるが、締め切りを伸ばすための常套手段であると思った呉井は電話を切ってしまう。しかし、このままでは原稿が危ないと察した呉井はしぶしぶ真加田の家に向かうが、そこで呉井が目にしたのは真加田の変わり果てた姿であった。「もし、自分が駆けつけていたなら、彼は助かっていたのではないか」そんな後悔の念に駆られた呉井は『ミリオンジョー』の継続危機を感じ、寺師に驚きの提案をする。それは、真加田の死を隠して連載を続けるというもの。目の肥えたファン、編集部の上司や同僚たちの目を欺けることができるのか。「ミリオンジョーをこのまま終わらせるわけにはいかない」作品にやる気と愛情がまるで皆無状態であった呉井の一世一代の大勝負が始まる。

## 書誌情報
- 十口了至（原作）・市丸いろは（漫画原作・作画）『ミリオンジョー』、講談社〈モーニングKC〉、全3巻
  1. 2013年07月23日発売、ISBN 978-4-06-387235-4[講 1]
  2. 2013年10月23日発売、ISBN 978-4-06-387267-5[講 2]
  3. 2014年03月20日発売、ISBN 978-4-06-388313-8[講 3]

## テレビドラマ
2019年10月10日から12月26日までテレビ東京系「ドラマパラビ」で木曜 1時35分から2時05分（水曜深夜）に放送された。主演はKis-My-Ft2の北山宏光。動画配信サービスParaviでは10月9日23時より全話先行独占配信された。

### キャスト
呉井 総市（くれい そういち）
演 - 北山宏光（Kis-My-Ft2）
千道社『週刊少年グローリー』の編集者。
寺師 良太（てらし りょうた）
演 - 萩原聖人
真加田の作画チーフアシスタント。人間嫌いの真加田に直に会えたのは呉井と寺師だけだった。
森秋 麻衣
演 - 今泉佑唯
『週刊少年グローリー』に連載中の漫画家。真加田と結婚するため漫画家になったという思い込みの激しい女性。
岸本 薫
演 - 深水元基
呉井の友人。
佐藤 宏冶
演 - 永野
岸本の知人のニート。岸本によって真加田の影武者に仕立て上げられる。
真加田 恒夫（まがた つねお）
演 - 三浦誠己
『週刊少年グローリー』に連載していた漫画「ミリオンジョー」の作者。連載途中で急死してしまう。
石田
演 - 武田航平
『週刊少年グローリー』の編集者。呉井の同期。
戸部
演 - 松林慎司
『週刊少年グローリー』の編集者。
中村
演 - 別紙慶一
『週刊少年グローリー』の編集者。
伊藤
演 - 櫛野愛里
『週刊少年グローリー』の編集者。
左子
演 - 津田寛治
『週刊少年グローリー』副編集長。
橋爪文彦
演 - 菅原大吉
『週刊少年グローリー』編集長。

#### ゲスト
第2話
- タクシー運転手 - 木下ほうか

第3話・第9話
- 絵美 - 森咲智美

岸本の同棲相手。
第4話・第8話
小川アヤカ - 草刈麻有
呉井の旧友。他誌で連載中の漫画家。
第5話・第7話
本杉テツヤ - 岡田浩暉
『週刊少年グローリー』で「トライゼッタ」を連載中の漫画家。
第6話・最終話
伊佐治義彦 - 森岡豊
『グローリー濃』編集長。「ミリオンジョー」の初代担当。
第8話
甲野晃 - 渡辺裕之
漫画家。少年時代の呉井が憧れていた漫画「マジックスターズ」の作者。
第10話
田崎 - ミスターちん
銀行の支店長。
中島 - 笠原紳司
銀行員。
最終話
真理子 - 奥山佳恵
寺師の元妻。

### スタッフ
- 原作 - 十口了至（原作）市丸いろは（漫画原作・作画）「ミリオンジョー」（講談社モーニングKC刊）
- 脚本 - 政池洋佑
- 監督 - 榊英雄、柴田啓佑
- 主題歌 - Kis-My-Ft2 「Edge of Days」（avex trax）[5]
- 音楽 - 榊いずみ
- チーフプロデューサー - 山鹿達也（テレビ東京）
- プロデューサー - 松本拓（テレビ東京）、中野剛（東映ビデオ）
- 制作 - テレビ東京、東映ビデオ
- 製作 - 「ミリオンジョー」製作委員会

### 放送日程
| 話数   | 放送日   | サブタイトル         | 監督     |
| ------ | -------- | -------------------- | -------- |
| 第1話  | 10月10日 | 出版史上最悪の出来事 | 榊英雄   |
| 第2話  | 10月17日 | 死体の処理方法…      | 榊英雄   |
| 第3話  | 10月24日 |                      | 榊英雄   |
| 第4話  | 10月31日 |                      | 榊英雄   |
| 第5話  | 11月07日 |                      | 榊英雄   |
| 第6話  | 11月14日 |                      | 榊英雄   |
| 第7話  | 11月21日 | 敵か味方か…          | 柴田啓佑 |
| 第8話  | 11月28日 | 漫画の神様?          | 柴田啓佑 |
| 第9話  | 12月05日 |                      | 柴田啓佑 |
| 第10話 | 12月12日 |                      | 榊英雄   |
| 第11話 | 12月19日 | 裏切りの裏切り       | 榊英雄   |
| 第12話 | 12月26日 |                      | 榊英雄   |

### 放送局
| 放送期間                       | 放送日時                     | 放送局         | 系列       | 備考           |
| ------------------------------ | ---------------------------- | -------------- | ---------- | -------------- |
| 2019年10月10日 - 12月26日      | 木曜 1:35 - 2:05（水曜深夜） | テレビ東京     | 関東広域圏 | 製作局         |
| 2019年10月12日 - 12月28日      | 土曜 1:58 - 2:28（金曜深夜） | TVQ九州放送    | 福岡県     |                |
| 2019年10月13日 - 12月27日      | 日曜 1:50 - 2:20（土曜深夜） | テレビ愛知     | 愛知県     |                |
| 2019年10月16日 - 2020年1月08日 | 水曜 2:05 - 2:35（火曜深夜） | テレビ大阪     | 大阪府     |                |
| 2019年10月27日 - 2020年1月19日 | 日曜 0:00 - 0:30（土曜深夜） | テレビ和歌山   | 和歌山県   | 独立局         |
| 2019年10月29日 - 2020年1月14日 | 火曜 1:30 - 2:00（月曜深夜） | 信越放送       | 長野県     | TBS系          |
| 2020年01月10日 - 3月27日       | 金曜 0:00 - 0:30（木曜深夜） | BSテレ東（2K） | 全国       |                |
| 2020年01月10日 - 3月27日       | 金曜 0:00 - 0:30（木曜深夜） | BSテレ東4K     | 全国       | 4K制作版で放送 |

### Blu-ray&DVD
『ミリオンジョー』Blu-ray-BOX、DVD-BOX
エイベックス・ピクチャーズから2020年3月8日発売。各4枚組（本編：3枚、特典映像：1枚）。
| テレビ東京系 ドラマパラビ                          | テレビ東京系 ドラマパラビ                    | テレビ東京系 ドラマパラビ                         |
| 前番組                                             | 番組名                                       | 次番組                                            |
| -------------------------------------------------- | -------------------------------------------- | ------------------------------------------------- |
| びしょ濡れ探偵 水野羽衣 （2019年7月4日 - 9月19日） | ミリオンジョー （2019年10月10日 - 12月26日） | 来世ではちゃんとします （2020年1月9日 - 3月26日） |